# Hass Mosa

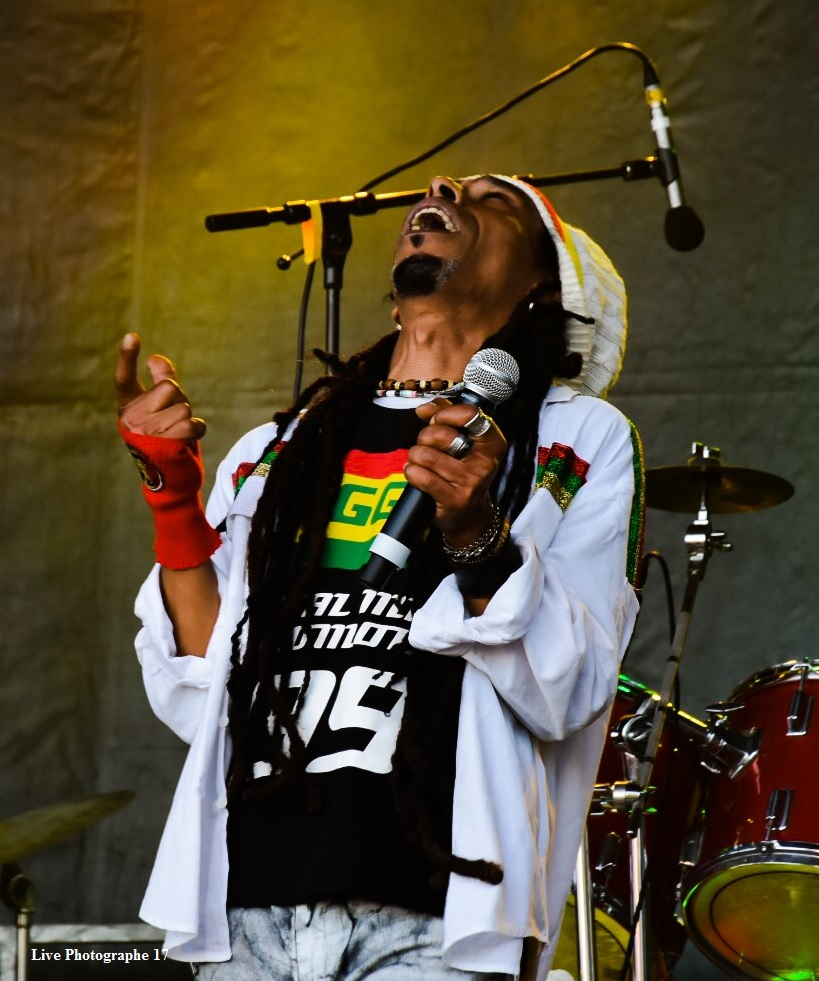
Hass Mosa 2017.

Hass Mosa (Geburtsname: Hassane Abdoul-Madjid) ist ein Reggae-Singer-Songwriter, Sänger und Musiker von den Komoren. Er lebt hauptsächlich in Frankreich.

## Leben
Hass Mosa stammt von der Insel Anjouan im Archipel der Komoren. Seine Jugend im komorischen Staat war geprägt durch Staatsstreiche und Diktatur.
Er kam in den 1980ern nach Frankreich im Alter von 19 Jahren.

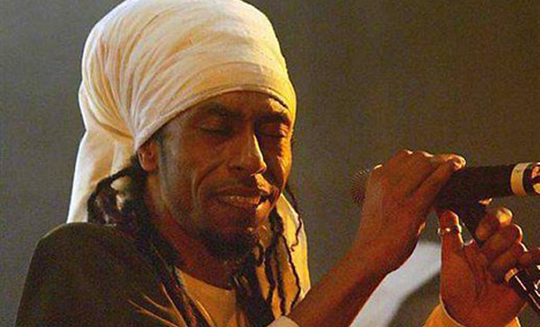
Hass Mosa

Bis 1985 spielte er in mehreren Reggae- und Percussion-Bands: Djimbo, Baba Cool and the Wanted, Ayoka. 1986 brachte er seine erste eigene Schallplatte heraus:, Haylelehoya. Sein zweites Album Salina salipo erschien 1991. Diese Platte, die Kindern gewidmet ist, brachte ihm Anerkennung bei seinem Volk. Es wurde als «prwapwari ndéli pwapwari, mwégné mwégné» bezeichnet.
1993 gründete er die Gruppe „Djama“, mit der er nach dem Printemps de Bourges auf eine internationale Tour ging.
2006 entschied sich Hass Mosa solo aufzutreten. Sein zehntes Album, „Changer“, wurde 2009 veröffentlicht. Es ist eine Mischung aus Reggae und Pop Africain.
Er singt in Französisch und in Swahili.

### Vorbilder
Hass Mosa ist inspiriert durch Martin Luther King, Nelson Mandela, Bob Marley und Mahatma Gandhi.

## Gesellschaftliches Engagements
Er engagiert sich für die Verständigung zwischen den Völkern und möchte mit seiner Musik die Aufmerksamkeit auf die ehemalige französische Kolonie Komoren lenken, damit „Komoren, Afrikaner und Franzosen miteinander auskommen können, indem sie ihre Geschichte besser beherrschen“ („Comoriens, Africains et Français arrivent à s’entendre, en maîtrisant mieux leur histoire“).

## Galerie

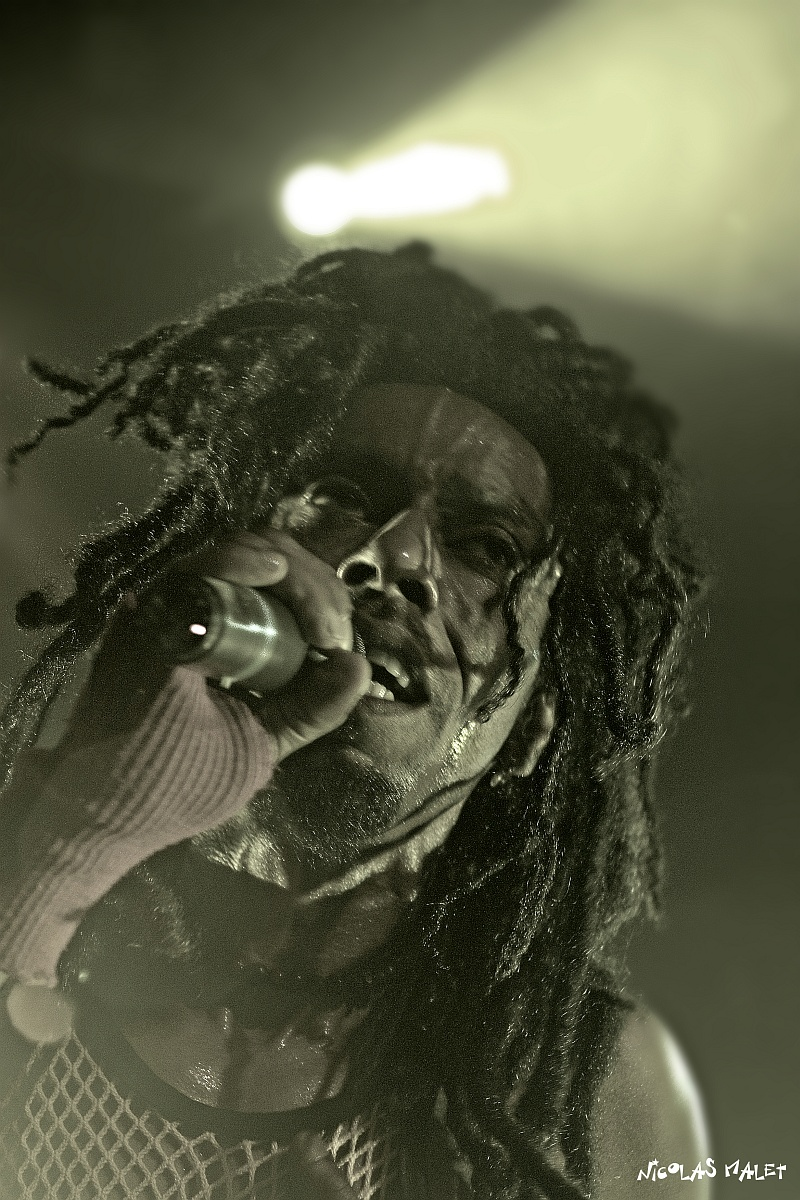
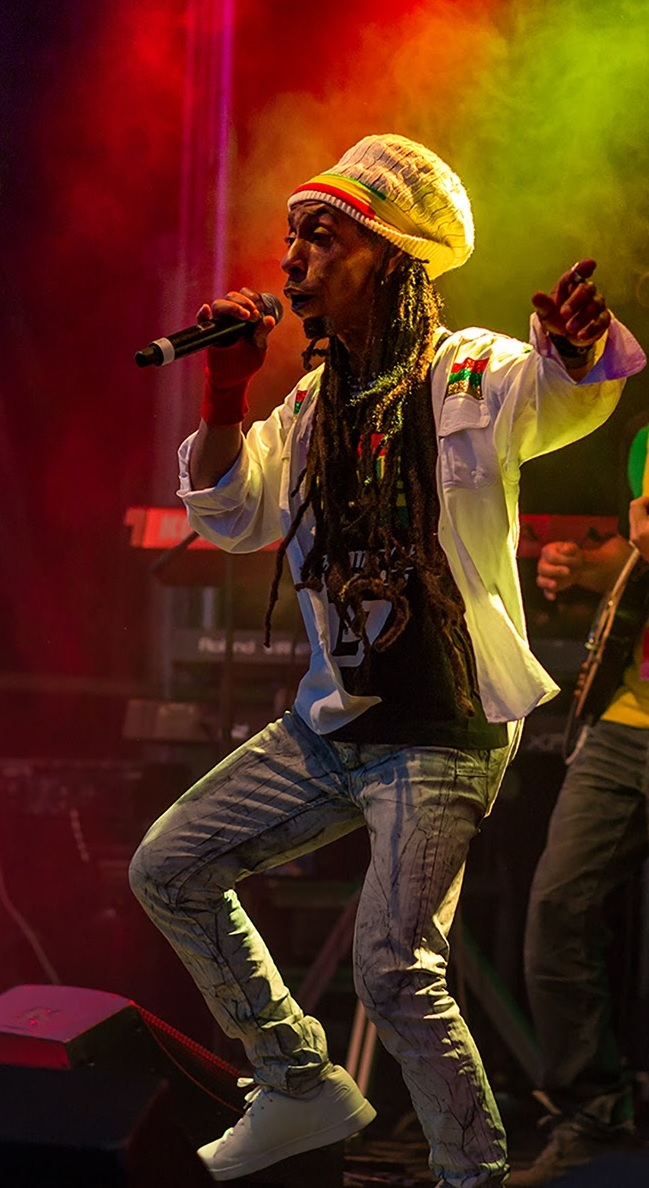
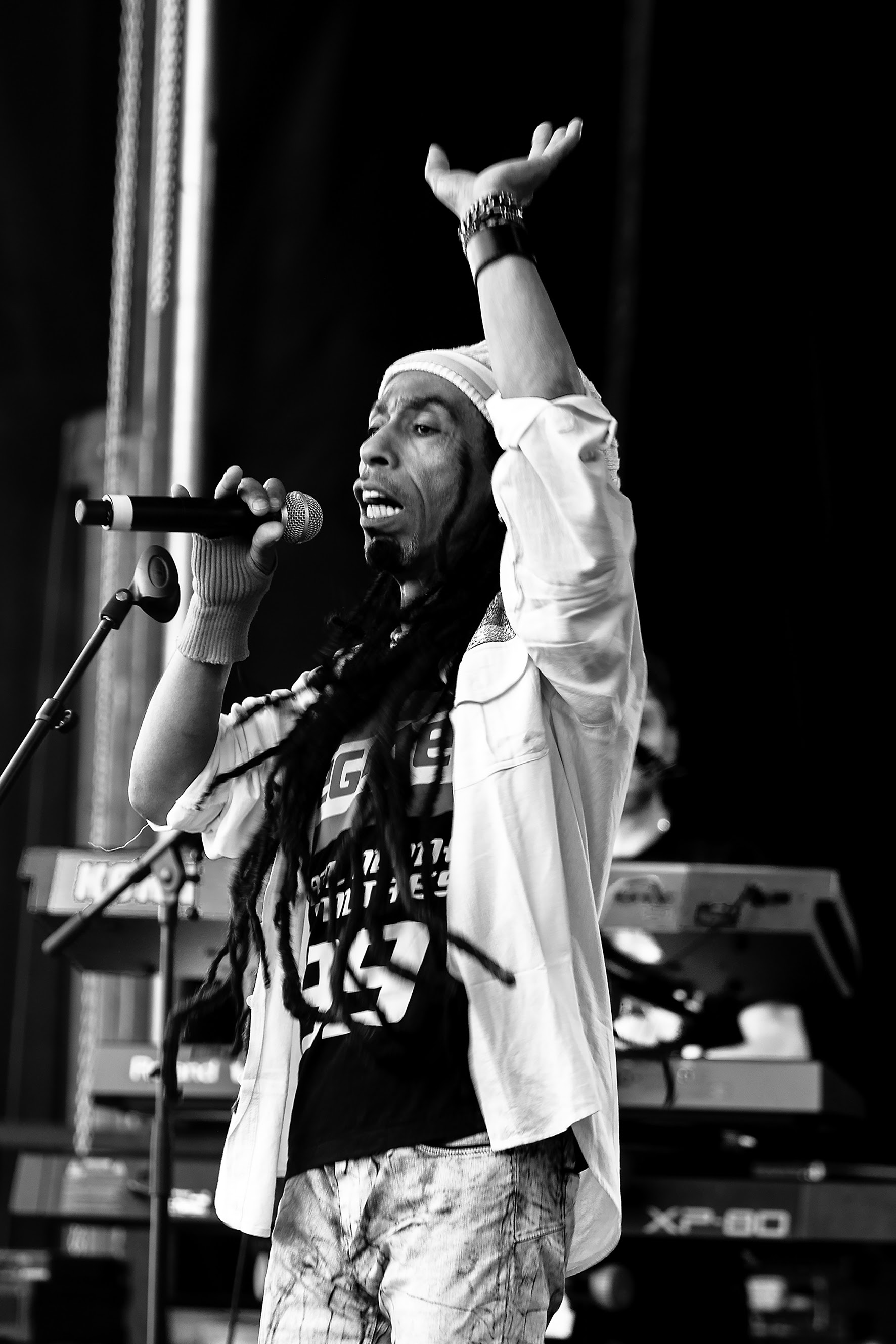
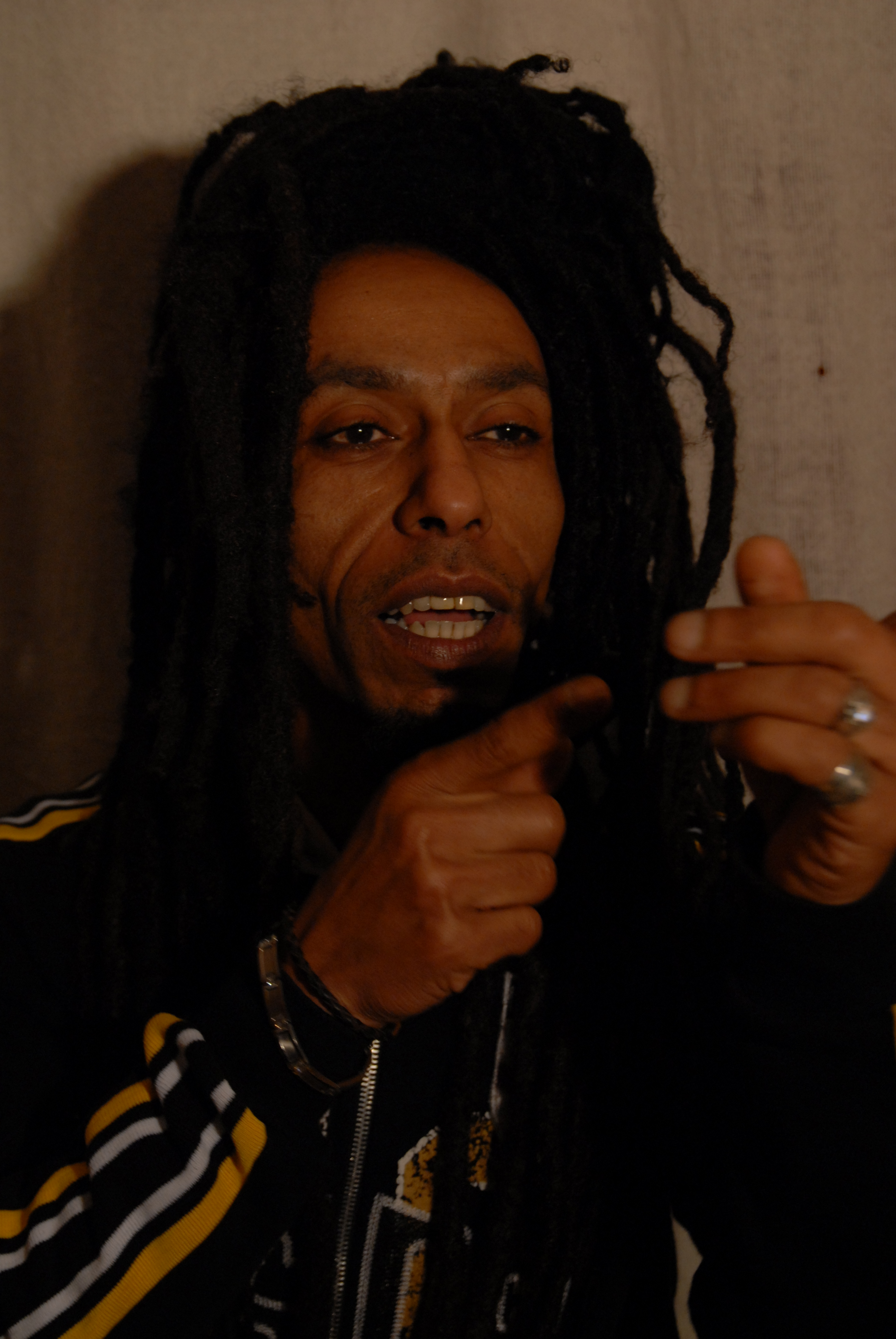

## Diskographie
- Haylelehoya – Vinyl. 1986:

1. Haylelehoya
2. Reggae BamBam
3. Hand of Liberation

- Salina Salipo – K7. 1989:

1. Salina Salipo
2. Bahariya
3. Changeons le système
4. Salama Salimina Children
5. Démocratie Npinya
6. Tam-Tam
7. Djama need you
8. Reggae Bam Bam
9. Melting Pot de Potes

- Live – „Djama“. 1994:

1. Intro "Fatiha" Rastaman live
2. Zahatoiri
3. Big Jack
4. Manantrin
5. Tam-tam "African Thank You"
6. Baharia
7. B.B.W. "black-beur-white
8. Oh Djama
9. Reggae Bam Bam

- Tayari – „Djama“. 1997:

1. Black Beur White
2. Coup d’Etat
3. Big Jack
4. N'Kanza

- Le Peuple bouge – „Djama“. 1998:

1. Djama Reggae melody
2. Babylone Bizness
3. Black Beur White
4. Ce qui nous arriverait
5. Le peuple bouge
6. Bongo Man
7. Usukani
8. Redemption song
9. Uvoimoja
10. N’Kanza
11. Ravel Dub
12. SDF
13. Coup d’Etat
14. Haime

- Indian Océanic Reggae – „Djama“ – Live. 1999:

1. Indian Océanic Reggae
2. Tourne la page
3. Mgodro Dance
4. Indian Océanic Reggae (Remix Dub)
5. Oh Jah

- Rastaman – „Djama“. 2000:

1. Rastaman
2. Jal-Wakati
3. Ire
4. Deba
5. Dounia
6. Eternity Reggae
7. N Kanza
8. Classic Dub
9. Fire Dub

- Au maximum – „Djama“. 2001:

1. Au Maximum
2. La Paix

- Reggae Bam Bam – Maxi Single. 2006:

1. Reggae Bam Bam
2. L.E.J.
3. Uzuri
4. La paix Amen

- Bam Bam Remix. 2008:

1. Bam-Bam Remix
2. Celebration

- Changer. 2009:

1. Comoro Groove
2. Changer
3. Il est temps – feat Soundi
4. Bam Bam remix – feat Missié Bamboo
5. Riddim
6. Célébration – feat Smol1
7. Comoro debout
8. Salam feat Papis Gadjo
9. Philosophie
10. L.E.J.
11. Africa
12. Obama says feat Leroy Chambers
13. Jal-Wakati
14. Feeling  feat Mtoro Chamou

- Sukuma. 2014:

1. Kariku
2. International – feat Prince Lemon
3. Sukuma
4. Werewere
5. Wassi – feat Maher Antoy – Kamal Nassur
6. Rastaman
7. Ioh
8. Chibwabwa
9. My roots – feat Ras Nkalu
10. Djema
11. Nous n’abandonnerons jamais
12. Hima